# STEP
STEP (STandard for the Exchange of Product model data) é a norma ISO 10303, cuja tradução possível seria "Padrão para o Intercâmbio de Dados de Produtos". Trata-se de um padrão internacional para a integração, apresentação e o intercâmbio de dados de produtos industriais, via computador, desenvolvido e mantem-se pelo comitê técnico ISO TC 184, sistemas de automação e integração industriais, subcomitê SC4 dados industriais. Como outro padrões ISO e IEC, ISO tem os direitos autorais do STEP cujos detalhes encontram-se em.
Pode-se usar o STEP para transferir dados entre CAD, CAM, CAE, PDM/EDM e outros sistemas CAx. O objetivo é fornecer um mecanismo que seja capaz de descrever os dados de produtos industriais, sem ambigüidade e independentemente do sistema que os produziu. A essência desta descrição permite, além do arquivamento a longo prazo e do intercâmbio neutro de arquivos, a implementação e o compartilhamento de bases de dados. O STEP aplica-se à concepção elétrica e mecânica, à fabricação e à análise, contendo informação adicional específica às seguintes indústrias: aeronáutica, automobilística, petrolífera, naval, construção civil.
STEP define dois tipos de modelos de dados: Application Reference Models (ARM) e Application or Module Integrated Models (AIM/MIM). ARM define objetos de aplicação específicos, da perspectiva de um operador. AIM/MIM são baseados em objetos genéricos, permitindo a interpretação dos dados entre indústrias, e entre etapas de produção. Os dados de aplicação (concordando com um modelo de dados pre-definido) transferem-se via STEP-File,  via SDAI (bases de dados compartilhadas), ou via STEP-XML.
Os Módulos de Aplicação do STEP definem blocos comuns para criar Protocólos modulares de Aplicação (AP) dentro a norma ISO 10303. Módulos dos níveis mais altos têm como base módulos de um nível mais baixo. Os módulos de baixo nível estão nos "Integrated Resources" (IR) ou nos "Application Integrated Constructs" (AIC). Os módulos dos níveis médios ligam os módulos de baixo nível especializando-os.

## ISO 10303-11
Express é o nome oficial do ISO 10303-11: é a linguagem de programação do STEP, parecida a PASCAL.  Num Esquema express, vários tipos de dados podem ser definidos juntos com suas restrições estruturais e regras algorítmicas.  A vantagem do EXPRESS é a possibilidade de validar, formalmente,  uma população de tipos de dados.  Nesta validação verifica-se todas as restrições e regras.  O modelo de dados EXPRESS pode ser um documento texto ou um gráfico.  O documento texto, no formato ASCII, se usa geralmente para a validação ou como input de uma ferramenta SDAI (ISO 10303-22).  Enquanto a representação gráfica, nomeada EXPRESS-G, é utilizada como ilustração ao operador, omitindo alguns detalhes.

## Subtype e Supertyve
Uma ENTIDADE dada pode ser subordinada a uma o várias otras entidades. É prática muito comum de construir gráficos muito complexos de Subtype e Supertyve; alguns relacionam mais de 100 entidades uma com a outra. Uma ocorrência de entidades pode ser construída para uma ENTIDADE única (se não for abstrata) ou para uma combinação complexa de entidade (um gráfico Subtype e Supertyve complete). Se o gráfico é grande, a quantidade possível de combinações crescer astronomicamente. Restrições estruturais (ONEOF e TOTALOVER) foram criadas para restringir as combinações possíveis. Além disso uma entidade pode ser declarada ABSTRACTA, impondo que nenhum ocorrência seja construída desta entidade somente.

## Atributos de Entidade
Os Atributos de Entidade permitem adicionar "propriedades" a entidades e assim relacionar uma entidade com uma outra, dando um papel preciso. O nome do ATRIBUTO especifica o seu papel. Há três tipos diferentes de ATRIBUTOS:  explícitos, derivados e inversos; o seu nome
- Atributos explícitos têm valores diretamente visíveis num STEP-File.
- Atributos derivados recebem seus valores de uma expressão; normalmente a expressão refere a outros ATRIBUTOS desta ocorrência; também pode usar funções EXPRESS.
- Atributos inversos não adicionam nova informação a uma entidade; nomeiam e adicionam restriçãos adicionais aos ATRIBUTPS explícitos (do outro lado da entidade).

Regras algorisoltimicas (de tipo where)
As regras do "where" restringem as entidades e os tipos de dados definidos. São expressões que devem avaliar a verdade. No caso contrario, a população do ESQUEMA EXPRESS não for válida. Semelhante as atributos derivados, Regras algorítmicas invocam funções express.
Depois de criar entidades pode-se especificar regras adicionais assim. Neste caso, a REGRA ALGORITMICA estipula que não pode ter mais de 7 dias em uma semana.

## ISO 10303-21
O formato de um STEP-File é definido em ISO 10303-21 Clear Text Encoding of the Exchange Structure.
A STEP-File é a forma de câmbio de dados mais utilizada no STEP.
Devido a sua estrutura ASCII, é fácil de ler com normalmente uma única ocorrência por linha. ISO define o mecanismo de codificação, ou seja, o modo de representar dados de acordo com um EXPRESS SCHEMA predefinido.
Os STEP-Files também são chamados p21-File e STEP Physical File; têm extensão de arquivo stp o step.

## ISO 10303-22
SDAI é o nome oficial do ISO 10303-22.
Esta norma existe artificialmente somente em francês e inglês. Em português, este acrônimo traduzir-se-ia: Padrão para Interface de Acesso aos Dados.
O interface é independente da linguagem de programação: C++ Language (Part 23), C Language (Part 24), o Java Language (Part 27). SDAI permite criar, anular, validar dados de aplicação, enquanto respeitando as restrições e regras do EXPRESS.
Os seus componentes principais são:
- Dicionário SDAI: um ESQUEMA EXPRESS que descreve os outros ESQUEMA.
- Sessão SDAI: para controlar todo o ambiente SDAI do usuário, incluindo o controle opcional de transações.
- Repositório SDAI: um base de dados para armazenar os Modelos SDAI.
- Modelo SDAI: incluye os ENTITY's de um ESQUEMA EXPRESS particular.
- Instância SDAI o grupo de Modelos SDAI: incluye a população validada de um ESQUEMA particular.

Principais vendedores de produto de software de SDAI
- STEP Tools, Inc.[2]
- Eurostep[3]
- EPM Technology[4]
- LKSoftWare GmbH[5]
- PDTec GmbH[6]

## ISO 10303-28
STEP-XML é o nome oficial do ISO 10303-28; especifica o uso do Extensible Markup Language (XML) para representar ESQUEMAs EXPRESS (ISO 10303-11), e os dados que são governado por esses ESQUEMAs. Essas especificações estão DENTRO do alcance de ISO 10303-28:
- Late Bound XML markup declarações, independente de qualquer ESQUEMAs EXPRESS, para descrever a representação XML dos dados governados por cada ESQUEMA.
- Early Bound XML markup declarações, por cada um dos ESQUEMAs EXPRESS, para descrever a representação XML dos dados governados por um ESQUEMA específico
- O mapping entre as XML markup declarações específicas aos ESQUEMAs e as XML markup declarações independente dos ESQUEMAs

As seguintes especificações são fora do alcance de ISO 10303-28:
- XML markup declarações que dependem da intenção semântica do schema correspondente
- o uso final de um schema de XML

## O futuro do Step
Além dos muitos êxitos do STEP há ainda uma pergunta nos mentes dos operadores sobre a velocidade de seu desenvolvimento e sua instalação (Hardwick, 2004,[1]). Muitos críticos salientam que os padrões XML para comércio eletrônico estão desenvolvidos muito mais rapidamente. Os dados de produto são fundamentalmente diferente dos dados de comércio eletrônico tal como faturas, recibos, etc. O método tradicional para comunicar um modelo de dados de produto é submeter um desenho enquanto o método tradicional para comunicar uma fatura é enviar uma forma. Quando tirar um modelo 3D, precisa-se definir informação com muitos relacionamentos complexos e sutis, isto cria problemas no intercâmbiode de dados STEP. Um formato de dados XML está sendo desenvolvido para STEP mas a arquitetura STEP exige o Protocolo de aplicação (Application Protocol) ser convertido em Recursos Integrados (Integrated Resources) é antecipado que STEP terá um formato automatizado de XML no mesmo futuro próximo.